# 71483 Dickgottfried
71483 Dickgottfried este un asteroid din centura principală de asteroizi.

## Descriere
71483 Dickgottfried este un asteroid din centura principală de asteroizi. A fost descoperit pe 30 ianuarie 2000 în cadrul proiectului CSS. Asteroidul prezintă o orbită caracterizată de o semiaxă mare de 2,98 ua, o excentricitate de 0,21 și o înclinație de 10,3° în raport cu ecliptica.